# Мигел де Сервантес
 Тази статия е за испанския писател.  За литературната награда вижте Сервантес (награда).  
Мигел де Сервантес Сааведра (на испански: Miguel de Cervantes Saavedra, [miˈɣel de θerˈβantes saaˈβeðɾa]) е испански романист, драматург и поет.
Неговият magnum opus „Дон Кихот“, смятан за първия съвременен европейски роман, е класика на западната литература, определяна като един от най-добрите образци на художествената литература. Влиянието на Сервантес върху формирането на испанския език е толкова голямо, че той често е наричан „езикът на Сервантес“ („la lengua de Cervantes“).
Роден през 1547 година в скромно кастилско семейство, през 1569 година Сервантес заминава за Рим, където малко по-късно постъпва в испанската морска пехота. Военната му служба продължава до 1575 година, когато е пленен от алжирски пирати и в продължение на пет години, докато е откупен от родителите си, е роб. През следващите години започва да пише, издържайки се с различни дейности – известно време е снабдител на флота, а след това бирник. Успехът на първата част на „Дон Кихот“ през 1605 година му осигурява известна финансова самостоятелност и до края на живота си през 1616 година се занимава главно с литературна работа.

## Биография

### Ранни години
Мигел де Сервантес е роден в Алкала де Енарес край Мадрид, вероятно на 19 септември 1547 година (Архангеловден). Тази дата е определена от датата на неговото кръщение (9 октомври), отбелязана в регистъра на енорийската църква „Света Богородица Голяма“ в Алкала, и от традицията децата да се именуват по църковен празник, на който са родени. В кръщелното му свидетелство е записано: „Неделя, деветия ден на месец октомври в годината на нашия Господ хиляда петстотин четиредесет и седма, Мигел е венчан и кръстен, син на Родриго Сервантес и неговата съпруга доня Леонор.“
Бащата му Родриго е бръснар-хирург от галисийски произход, който намества кости, прави кръвопускания и извършва други прости медицински манипулации – по онова време е обичайно бръснарите да извършват и такива услуги. Дядото по бащина линия Хуан де Сервантес е известен юрист, заемал различни административни постове, а чичото е дългогодишен кмет на Кабра. Майка му Леонор де Кортинас (?-1593), родена в Арганда дел Рей, е третата дъщеря на разорен благородник, който е принуден да я продаде на Родриго де Сервантес за съпруга през 1543 година. Бракът на родителите му е труден и е съпътстван от няколко извънбрачни връзки на бащата.
Мигел има няколко братя и сестри: Андрес (роден 1543), Андреа (родена 1544), Луиса (родена 1546), Родриго (роден 1550), Магдалена (родена 1554) и Хуан (известен само от споменаването му в завещанието на бащата).
Сведенията за първите години на Сервантес са оскъдни. Изглежда прекарва по-голямата част от детството си, пътувайки от град на град със своите родители. По това време се влюбва в младата кръчмарка Хосефина Каталина де Перес и двамата планират да избягат заедно, но баща ѝ ги залавя и им забранява да се срещат. Запазени са съдебни документи за поставянето под възбрана на баща му, заради неизплатени дългове, според които семейството е много бедно.
Според някои биографи на Мигел де Сервантес той учи в Университета на Саламанка, но за това няма запазени доказателства. Според други предположения той учи в йезуитско училище в Кордова или Севиля, но и това не е сигурно.

### Военна служба и пленничество
Причините, по които Мигел де Сервантес напуска Кастилия, също са неясни, като основните хипотези са, че заминава, за да продължи образованието си или за да избяга от правосъдието. Така или иначе, заминаването му за Италия не е необичайно за младите испанци по това време, които често се опитват да започнат кариерата си в испанските владения там.
Сервантес пристига в Рим през 1569 година, където се среща с църковното величие и блясъка на религиозните ритуали и вероятно се запознава с италианското антично и ренесансово изкуство, което по-късно оказва влияние върху собственото му творчество. За известно време е служител на кардинал Джулио Акуавива.
През 1570 година Мигел де Сервантес се записва в полк на Испанската морска пехота, разположен в Неапол, по това време част от испанските владения. След едногодишен престой там, през септември 1571 година отплава с кораба „Маркеса“, част от флота на Свещената лига, удържал на 7 октомври победа срещу османците в битката при Лепанто. По време на боя Сервантес получава три огнестрелни рани – две в гърдите и една в лявата ръка, която остава неподвижна до края на живота му. По-късно той говори с гордост за участието си в битката, за която смята, че ще промени хода на европейската история.
След битката при Лепанто Сервантес остава в болница в продължение на шест месеца, след което се връща на служба. Следващите години прекарва като войник в Неапол, като участва в експедициите до Корфу и Наварино и в боевете, при които османците завладяват Тунис и Ла Голета през 1574 година.
На 6 или 7 септември 1575 година Сервантес отплава от Неапол за Барселона с галерата „Слънце" (Sol), носейки със себе си препоръчителни писма до крал Филип II. На сутринта на 26 септември, когато корабът доближава каталонския бряг, той е нападнат от берберските пирати на известния албански вероотстъпник Арнаут Мами. В боя голяма част от екипажа е избита, а оцелелите, сред които и Сервантес, са пленени и отведени в Алжир. Той прекарва следващите пет години като роб, като прави четири неуспешни опита да избяга. В крайна сметка през 1580 година е откупен от родителите си с помощта на Тринитарианския орден и се завръща в Мадрид.
Не е учудващо, че този период от живота на Сервантес му дава материал за няколко литературни произведения, най-вече Разказът на пленника в „Дон Кихот“ и две пиеси, чието действие се развива в Алжир – „Договорът от Алжир“ („El Trato de Argel“) и „Баните на Алжир“ („Los Baños de Argel“).

### Начало на литературна дейност
След връщането си в Испания Сервантес е назначен на служба в семейство на благородник, но решава да стане писател и написва изумителен брой стихотворения между 1582 и 1585 година. От тях са оцелели само няколко. На 12 декември 1584 година в Ескивиас Сервантес се жени за значително по-младата от него Каталина де Саласар и Паласиос (?-1626). Има предположения, че нейният чичо Алонсо де Кесада и Саласар е основният прототип на Дон Кихот.
Издаденият през 1585 година Сервантес публикува първата си по-значителна творба, пасторалния роман „Галатея“ („La Galatea“). По същото време на сцените в Мадрид се играят негови пиеси, изгубени днес, с изключение на „Договорът от Алжир“ и „Обсадата на Нуманция“ („El Cerco de Numancia“). „Галатея“ не привлича вниманието на публиката и той така и не написва многократно споменаваното от него продължение. Той се опитва да се издържа с писане на пиеси, но без особен успех.
Сервантес постъпва на работа в държавната администрация, първоначално като доставчик на продукти за Непобедимата армада, а по-късно – като бирник. Той претърпява банкрут и поне два пъти, през 1597 и 1602 година, е в затвора за финансови нарушения. Между 1596 и 1600 година живее главно в Севиля.

### „Дон Кихот“ и последни години
Според една бележка на самия Сервантес в пролога на „Дон Кихот“, идеята за книгата (макар и не написването на цялата първа част, както твърдят някои изследователи) му идва в затвора в Аргамасия де Алба в Ла Манча – история за мъж, който се мисли за странстващ рицар и се опитва да извършва чудните подвизи, описани в средновековните рицарски романи. Намерението му е да изобрази действителния живот и поведение, изразявайки се с ясен език. Това необичайно за епохата навлизане на всекидневния език в литературата предизвиква одобрението на читателите.
През 1605 година първата част от романа е издадена под заглавие „Хитроумният идалго Дон Кихот де Ла Манча“ („El ingenioso hidalgo Don Quijote de la Mancha“). Тя има такъв отличен прием, че само за две седмици след публикуването ѝ в Мадрид излизат и три пиратски издания. Въпреки това този успех слага край на периода на крайна бедност в живота на автора и, макар че не забогатява, той получава международно признание. През 1606 година той се установява в Мадрид, където остава до края на живота си.
През 1613 година Мигел де Сервантес издава „Поучителни новели“ („Novelas Ejemplares“), сборник от 12 новели, някои от които са писани значително по-рано. Предговорът е известен с единствения словесния портрет, който Сервантес прави на себе си, а също и със заявлението му, че е първият автор на новели („ha novelado“) на испански език. Самите новели са разнородни, някои критици ги делят на реалистични и идеалистични. Една от тях, „Лиценциатът Видриера“ („El licenciado Vidriera“), е близка по замисъл до „Дон Кихот“. Друга новела, „Циганката“ („La Gitanilla“), възпроизвежда мотива за отвлеченото и отгледано от циганите момиче, което по-късно се превръща в красива танцьорка. В сравнение с италианските ренесансови сборници с новели от типа на Декамерон Сервантесовите „Поучителни новели“ са по-дълги, с по-усложнен сюжет и повече психологизъм. В някои от тях, като „Ринконете и Кортадильо“ („Rinconete y Cortadillo“), присъстват явни черти на пикаресковия роман, който по това време вече е популяризиран от Ласарильо де Тормес и неговите последователи.
През 1614 година Сервантес публикува своята най-амбициозна поетична творба, освен множеството пиеси – „Пътуване до Парнас“ („Viaje del Parnaso“), алегория, представляваща еднообразен преглед на съвременните на автора поети. Самият автор осъзнава, че му липсва поетичен талант.
Популярността на „Дон Кихот“ предизвиква издаването през 1614 година на неоторизирано продължение от неизвестен автор, използващ псевдонима Алонсо Фернандес де Авеланеда. Още предходната година в предговора на „Поучителни новели“ Сервантес обещава да напише продължение на романа и сега се заема с тази задача, като през 1615 година е публикувана втората част на „Дон Кихот“. През същата година излиза и „Осем нови комедии и интермедии“, а дни преди смъртта си Сервантес завършва приключенския роман „Персил и Сигисмунда“ („Los Trabajos de Persiles y Sigismunda“), издаден посмъртно през 1617 година.

### Смърт
Макар често за дата на смъртта на Мигел де Сервантес да се сочи 23 април 1616 година, в действителност той умира в Мадрид предишния ден и е погребан на 23 април.
Английският поет Уилям Шекспир умира на 23 април 1616 година, денят, често приеман за дата на смъртта и на Сервантес. В тяхна памет ЮНЕСКО определя 23 април за Международен ден на книгата. Въпреки това двете дати не съвпадат, тъй като Испания приема григорианския календар през 1582 година, а през 1616 година Англия все още използва юлианския календар – така Шекспир умира десет дни след погребението и единадесет дни след смъртта на Сервантес.
Мястото на гроба на Сервантес не е известно, знае се само, че съгласно неговото желание, той е погребан в близък тринитариански манастир, в който изглежда е монахиня неговата дъщеря Исабела де Сааведра. Няколко години по-късно монахините се преместват в друг манастир и взимат със себе си поне част от гробовете, като не е известно дали този на Сервантес е преместен, нито къде се установяват монахините след преместването.

## Произведения

### „Дон Кихот“
„Дон Кихот“ („Don Quixote“), най-значимата творба на Сервантес, излиза в два самостоятелни тома, които днес почти винаги се издават заедно. Романът разказва за приключенията на Дон Кихот, наричан също рицарят или човекът от Ла Манча, герой, който довежда своя ентусиазъм и самозаблуди до непланирани и комични резултати.
В резултат на четенето на много разкази за рицарството, Дон Кихот започва да вярва, че той самият е странстващ рицар, който трябва да се бори срещу несправедливостите на света. Той има възвишени принципи и е ентусиазиран поклонник на всичко добро и величествено, но тези качества се смесват с относителна лудост. Дон Кихот язди стар раздърпан кон, който е назован Росинант. Дон Кихот пътува в търсене на приключения, посвещавайки своите подвизи на просто селско момиче, което той нарича Дулсинея и смята за своя дама. Той си възлага задачата да защитава сираци, девойки и вдовици, да брани безпомощните и да се стреми към истината и красота. Неговото въображение често го подвежда, така че той вижда вятърни мелници като великани, групи на овце като вражески армии и гостилници като замъци.
Романтичните представи за света на Дон Кихот често се уравновесяват от по-реалистичните възгледи на неговия спътник и оръженосец Санчо Панса – необразован, но прагматичен селянин. Той е обрисуван като противоположност на Дон Кихот – човек с ниско самочувствие, груб и простоват.
От една страна „Дон Кихот“ е сатира на рицарския роман, който, макар и все още популярен по времето на Сервантес, вече се е превърнал в обект на присмех за по-взискателните критици. Макар главният герой да е определян и в самата книга като луд, това би трябвало да се тълкува като отклонение от физическите и морални норми, отколкото като клинична диагноза. Хумористичните ситуации в романа имат почти бурлесков характер, а сатирата играе важна роля.
В същото време романът се превръща и в богата илюстрация на испанския живот и дава възможност на автора за философски проникновения и анализ на различни страни на човешката природа. Търсенето на Дон Кихот може да се разглежда като алегория на вечния човек, търсещ добрина и истина в лицето на неопределени препятствия. Неговият идеализъм прилича на лудост в свят, който понякога разглежда героизма и любовта като форми на лудост, поради което много читатели смятат „Дон Кихот“ за трагедия, въпреки неговия сатиричен стил и множество комични епизоди.
Тъй като романът, особено неговата първа част, е писан като самостоятелно публикувани раздели, композицията включва някои противоречия. Самият автор посочва някои от тези грешки в предговора към втората част, но отказва да ги поправи, смятайки, че критиците излишно преувеличават тяхното значение.
„Дон Кихот“ е сочен като първия класически образец на съвременния роман и се превръща в прототип на комичния роман. Творбата е преведена на всички съвременни езици и се появява в няколкостотин издания. Тя става основа и за множество по-късни интерпретации в различни области на изкуството, като оперите италианеца Джовани Паизиело и французина Жул Масне, симфоничната поема на германеца Рихард Щраус, филмите на австриеца Георг Вилхелм Пабст и руснака Григорий Козинцев, балета на американския хореограф Джордж Баланчин, илюстрациите на французите Оноре Домие и Гюстав Доре.

### „Поучителни новели“
Извън неговия шедьовър „Дон Кихот“, особено място в творчеството на Мигел де Сервантес заема сборникът „Поучителни новели“ („Novelas ejemplares“). Той се състои от 12 новели и е повлиян от популярните италиански новели на Джовани Бокачо. Те са много разнородни по тематика и художествени качества – някои са просто анекдоти, някои са кратки романси, едни са сериозни, а други комични, но всички са написани в лек гладък разговорен стил.
Четири от новелите представляват най-малък интерес за съвременните изследователи – „El Amante Liberal“, „La Señora Cornelia“, „Las Dos Doncellas“ и „La Española Inglesa“. Тяхна обща тема е традиционната за византийския роман – двойка любовници, разделени от сложни печални обстоятелства в крайна сметка се събират и намират щастието, за което са копнели. Всички героини са с най-чиста красоти и безупречен морал. И те, и техните любовници са способни на тежки жертви и душевни усилия, за да се издигнат до етичния идеал.
Така например в „El Amante Liberal“ красивата Леониса и нейният любовник Рикардо са отвлечени от турски пирати. Двамата се борят срещу сериозни физически и морални заплахи. Рикардо преодолява всички препятствия и се връща в родината си с Леониса. Той е готов да се откаже от страстта си към нея, предавайки я в пристъп на щедрост на нейния бивш любовник, но накрая предпочитанията на Леониса се спират върху Рикардо.
Друга група новели включва „La Fuerza de la Sangre“, „La Ilustre Fregona“, „La Gitanilla“ и „El Celoso Extremeño“. Първите три описват примери за любов и приключения с щастлив край, а последната завършва трагично. В центъра на нейния сюжет и старият Фелипе Карисалес, който, след като пътува много и забогатява в Америка, решава да се ожени, вземайки всички предпазни мерки да предотврати възможна изневяра. Той се жени за много младо момиче и го изолира от света в къща без прозорци към улицата, но въпреки това напорист младеж успява да проникне вътре и един ден Карисалес намира съпругата си в прегръдките му. Изненадващо той прощава на прелюбодейците, хвърляйки вината върху самия себе си, след което умира от мъка за извършената от него грешка. Тук Сервантес се отклонява от литературната традиция, според която прелюбодейците умират, трансформирайки наказанието, изисквано от обществените представи за чест, в такова, наложено от индивидуалното чувство за отговорност.
Останалите четири новели – „Rinconete y Cortadillo“, „El Casamiento Engañoso“, „El Licenciado Vidriera“ и „El Coloquio de los Perros“ – се фокусират повече върху характера на героите, отколкото върху сюжета. Главните герои са, съответно, двама млади безделници (Ринкон и Кортадо), лейтенант Кампусано, студентът Томас Родаха, който полудява и смята, че е превърнат в човек от стъкло, и две кучета (Сипион и Берганса), чиито странствания отразяват различни страни на испанския живот.

### Пиеси
Сравненията с други автори от неговата епоха намаляват репутацията на пиесите му, но две от тях – „Алжирската сделка“ (El Trato Argel) и „Ла Нумасия“ (La Numancia – 1582 г.) имат сравнително голямо значение и влияние. Първата от тях е написана в пет действия. Въз основа на неговия опит като пленник на маврите, пиесата се занимава с живота на християнските роби в Алжир. Втората е описание на обсадата на Нумасия от римляните. Изпълнена с ужаси, тя е описвана като напълно лишена от реквизитите на драматичното изкуство. По-късното творчество на Сервантес се състои от 16 драматични творби, сред които осем пиеси:
- „Испанският Гайардо“ (El Gallardo Español)
- „Термите на Алжир“ (Los Baños de Argel )
- „Голямата Султана, доня Каталина де Овиедо“ (La Gran Sultana, Doña Catalina de Oviedo)
- „Къщата на ревността“ (La Casa de los Celos)
- „Лабиринтът на любовта“ (El Laberinto de Amor)
- „Забавата“ (La Entretenida)
- „Благословеният Руфиан“ (El Rufián Dichoso)
- „Педро де Урдемалас“ (Pedro de Urdemalas)

Тези пиеси и интерлюдии съставят изданието „Осем комедии и осем нови интерлюдии, никога преди неиграни“, което се появява през 1615 година. Интерлюдиите, чиито дати и реда на написване не са известни, трябва да не са били представяни по това време. Верен на духа на Лопе де Руеда, Сервантес ги дарява с елементи на романа, като например опростено развитие на действието, описание, което обикновено се свързва с романа и развитие на героите. Диалогът е чувствителен и пъргав. Сервантес включва някои от драмите си сред тези продукции, с които той самият е доволен; изглежда че той ги гледа със самодоволство, пропорционално на пренебрежението от страна на публиката. Това поведение понякога се дължи на противоречия, а понякога и на суета.
Сервантес има право да се смята надарен с таланта на драматичен поет, но не може да запази своята независимост в конфликта, че трябва да се съобразява с испанската общественост, която изисква определени правила на драматична композиция. Когато той пожертва своята независимост и се подчинява на тези правила, наложени от други, творението му и езикът са намалени до нивото на един поет с посредствен талант. Интригите, приключенията и изненадите, които на този етап характеризират испанската драма (и които може да се предположи характеризират цялата драма във всяка епоха) са неподходящи и неприлягащи на гения на Сервантес. Естественият му стил е твърде дълбок и точен, за да се помири с фантастични идеи, изразени в неправилна стихотворна форма, и неговият гений да се принизи и съобрази с вкуса на широката публика.

## Памет и наследство
Многобройни награди, скулптури, сгради и институции пазят паметта на Сервантес. Пет къщи на Сервантес могат да бъдат посетени във Валядолид, Мадрид, Велес-Малага и Картаген. В Алжир, пещерата Сервантес, където той търси убежище при един от неговите опити за бягство вече е част от обществен парк.
Най-важната литературна кастилска награда носи името на писателя. Институтът Сервантес насърчава преподаването на испански език по света. Има най-малко 14 театри, които носят неговото името в пет различни страни. Единадесет са в Испания, а другите са в Мексико (Гуанахуато), Мароко (Танжер), Чили (Путаендо) и Аржентина (Буенос Айрес).
Много паметници на Сервантес са построени в Испания. Само в Мадрид има няколко различни монумента. Валядолид е домакин на друга статуя на писателя.
Много институти в различни области са взели името на писателя. Сред тях са училища и колежи. В много градове по целия свят улици, площади и булеварди са наречени на него.
Три кораба носят името на Серванес.
В чест на Мигел де Сервантес кратер на Меркурий носи неговото име.
В чест на неговата героиня от новелата „Циганката“ е наречен астероидът (529) Прециоза, открит през 1904 г.